# أوجلفي (وكالة)
أوجلفي هي وكالة إعلانات وتسويق وعلاقات عامة بريطانية مقرها مدينة نيويورك. تأسست في عام 1850 من قبل إدموند ماثر كوكالة إعلانات مقرها لندن. في عام 1964، أصبحت الشركة معروفة باسم ماثر آند أوجلفي بعد اندماجها مع وكالة مدينة نيويورك التي أسسها ديفيد أوجلفي في عام 1948.
الوكالة جزء من شبكة الوكالات العالمية دبليو بي بي. تقدم خدمات في خمسة مجالات: التطوير والابتكار، الإعلانات والعلامات التجارية والمحتوى، العلاقات العامة والنفوذ، خبرة، والصحة. كما أنها تدير قسمًا إستراتيجيًا تحت إسم أوجلفي للاستشارات.

## التاريخ

### التأسيس

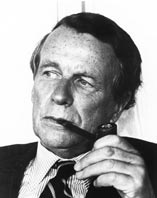
ديفيد أوجلفي

تأسست الوكالة في لندن عام 1850 عندما بدأ إدموند تشارلز ماثر وكالة إعلانات على فليت ستريت. في ستينيات القرن التاسع عشر، كان لدى ماثر فرعًا في الولايات المتحدة يسمى ماثر آند أبوت في 335 برودواي بمدينة نيويورك. بعد وفاة ماثر في عام 1886، شرك شريك ابنه هارلي لورنس ماثر مع هيربرت أوكس كروثر، وأصبحت الوكالة في لندن معروفة بـ ماثر آند كروثر. رائدت الوكالة إعلانات الصحف، التي كانت في بدايتها، بسبب تخفيف القيود الضريبية، وعلمت الشركات المصنعة بفعالية الإعلانات مع إنتاج أدلة «كيفية القيام بذلك» لصناعة الإعلان الناشئة. تصاعدت شهرة الشركة في العشرينات من القرن الماضي بعد تصميم حملات إعلانية بارزة بدون علامات تجارية مثل «تفاحة يوميا تبقى الطبيب بعيدا» و«اشرب حليبًا في يوم ميلكا».
في عام 1921، استأجرت ماثر وكروثر فرانسيس أوجلفي ككاتب نصوص إعلانية. أصبح أوجلفي في نهاية المطاف أول رئيس للوكالة ليس من العائلة. عندما قامت الوكالة بإطلاق طباخ AGA، الطباخ السويدي، كتب فرانسيس رسائل باللغة اليونانية لجذب طلاب المدارس البريطانية العامة، وهم أفضل زبائن للجهاز. ساعد فرانسيس أيضًا شقيقه الأصغر ديفيد أوجلفي على الحصول على وظيفة كبائع لطباخ AGA. كان الأصغر أوجلفي ناجحًا جدًا في بيع الطباخ، فكتب دليل مبيعات للشركة في عام 1935 بعنوان «نظرية وممارسة بيع طباخ أجا». وفقًا لمجلة فورتشن، كان هذا الدليل «أفضل دليل مبيعات تم كتابته على الأرجح».
أرسل ديفيد أوجلفي الدليل إلى فرانسيس الذي قُنع بتوظيفه كمتدرب. بدأ أوجلفي في دراسة الإعلانات، وخاصة الحملات الإعلانية الأمريكية، التي اعتبرها المعيار الذهبي. في عام 1938، أقنع ديفيد أوجلفي فرانسيس بإرساله إلى الولايات المتحدة في ساباتيكال لدراسة الإعلانات الأمريكية. بعد عام، قدم أوجلفي «32 قاعدة أساسية للإعلان الجيد» إلى ماثر آند كروثر. خلال العشر سنوات التالية، عمل أوجلفي في البحث في مؤسسة غالوب للاستطلاعات، وعمل لصالح المخابرات البريطانية خلال الحرب العالمية الثانية، ثم قضى بضع سنوات في الزراعة بين مجتمع الأميش في ولاية بنسيلفانيا.
في عام 1948، اقترح ديفيد أوجلفي أن تشكل ماثر آند كروثر ووكالة أخرى في المملكة المتحدة، إس أتش بنسون، شراكة لإنشاء وكالة إعلانات أمريكية في مدينة نيويورك لدعم عملاء الإعلان البريطانيين. استثمرت كل وكالة 40,000 دولار أمريكي في المشروع وأصروا على أن يجد أوجلفي أمريكيًا أكثر خبرة لتديره. قام ديفيد أوجلفي بتجنيد أندرسون هيويت من جاي والتر تومبسون ليكون الرئيس وليشرف على المبيعات. شغل أوجلفي منصب أمين الصندوق والأمين العام ومدير البحوث. جنبًا إلى جنب مع الشركاء البريطانيين الذين كانوا يمتلكون حصة تحكمية، رهن هيويت منزله واستثمر 14,000 دولار أمريكي في الوكالة واستثمر أوجلفي 6,000 دولار أمريكي.

### هيويت وأوجلفي وبنسون وماذر
في 23 سبتمبر 1948، افتتح ديفيد أوجلفي وكالته في نيويورك باسم هيويت، أوجلفي، بنسون، آند ماثر على طول شارع ماديسون في مانهاتن.
كان أول حساب لـ هيويت، أوجلفي، بنسون، آند ماثر هو ضمان مساحات الإعلان في المجلات لويدجوود. شهدت الوكالة نجاح أول إعلان ناجح بفضل فكرة أوجلفي «دليل جوينيس للمحار»، تبعها العديد من الدلائل المماثلة حول الطعام والجوينيس. وكان أول عميل كبير للوكالة هو شركة سانوكو (المعروفة حالياً بـ سان أويل) التي نجح في تأمينها هيويت في فبراير 1949. وكانت منتجات مستحضرات التجميل لـهيلينا روبنشتاين أول عميل انتصر له أوجلفي.
جاء الانفراج عندما اقتربت الوكالة من شركة تصنيع القمصان في ولاية ماين، شركة سي. اف. هاثاواي. كان لدى الشركة ميزانية صغيرة فقط، لكن رئيسها وعد بـ «عدم تغيير كلمة في النص». في عام 1951، قدموا حملة «الرجل في قميص هاثاواي». عرض الإعلان رجلًا أرستقراطيًا يرتدي عصابة عين التي اشتراها أوجلفي على طول الطريق إلى جلسة التصوير. تم بيع قمصان هاثاواي في غضون أسبوع من طبع أول إعلان لها. زادت الحملة مبيعات منتج القمصان بنسبة 160 بالمائة، وأدت إلى جلب أعمال تجارية جديدة للوكالة، وجعلت الرجل المعروف بـ «رجل هاثاواي» وعصابة العين له شهرة كبيرة في الثقافة الشعبية.

## وصلات خارجية
- الموقع الرسمي
- أوجلفي على موقع الموسوعة البريطانية (الإنجليزية)